# WTA-toernooi van Indianapolis (gravel)
Het WTA-toernooi van Indianapolis was een tennistoernooi voor vrouwen dat van 1969 tot en met 1986 plaatsvond in de Amerikaanse stad Indianapolis. De officiële naam van het toernooi was US Clay Court Championships.
De WTA organiseerde het toernooi, dat werd gespeeld op gravel.
Er werd door 56 deelneemsters per jaar gestreden om de titel in het enkelspel, en door 32 paren om de dubbelspeltitel. Aan het kwalificatietoernooi voor het enkelspel namen ongeveer 48 speelsters deel, met acht plaatsen in het hoofdtoernooi te vergeven.

## Meervoudig winnaressen enkelspel
| speelster        | aantal titels | in de jaren          |
| ---------------- | ------------- | -------------------- |
| Chris Evert      | 6             | 1972–1975, 1979–1980 |
| Andrea Temesvári | 2             | 1983, 1985           |

## Enkel- en dubbelspeltitel in één jaar
| speelster        | in het jaar |
| ---------------- | ----------- |
| Billie Jean King | 1971        |
| Steffi Graf      | 1986        |

## Finales

### Enkelspel
| Datum      | Naam                        | Cat. | ($)     | Ondergrond     | Winnares         | Verliezend finaliste | Uitslag       |         |
| ---------- | --------------------------- | ---- | ------- | -------------- | ---------------- | -------------------- | ------------- | ------- |
| 1969-07-22 | US Clay Court Championships |      |         | gravel, buiten | Gail Chanfreau   | Linda Tuero          | 6-2, 6-2      | details |
| 1970-07-20 | US Clay Court Championships |      |         | gravel, buiten | Linda Tuero      | Gail Chanfreau       | 7-5, 6-1      | details |
| 1971-08-09 | US Clay Court Championships |      |         | gravel, buiten | Billie Jean King | Linda Tuero          | 6-4, 7-5      | details |
| 1972-08-07 | US Clay Court Championships |      | 60.000  | gravel, buiten | Chris Evert      | Evonne Goolagong     | 7-6, 6-1      | details |
| 1973-08-13 | US Clay Court Championships |      |         | gravel, buiten | Chris Evert      | Veronica Burton      | 6-4, 6-3      | details |
| 1974-08-05 | US Clay Court Championships |      |         | gravel, buiten | Chris Evert      | Gail Sherriff        | 6-0, 6-0      | details |
| 1975-08-04 | US Clay Court Championships |      | 30.000  | gravel, buiten | Chris Evert      | Dianne Fromholtz     | 6-3, 6-4      | details |
| 1976-08-09 | US Clay Court Championships |      | 35.000  | gravel, buiten | Kathy May        | Brigitte Cuypers     | 6-4, 4-6, 6-2 | details |
| 1977-08-08 | US Clay Court Championships |      | 35.000  | gravel, buiten | Laura duPont     | Nancy Richey         | 6-4, 6-3      | details |
| 1978-08-07 | US Clay Court Championships |      | 35.000  | gravel, buiten | Dana Gilbert     | Viviana González     | 6-2, 6-3      | details |
| 1979-08-06 | US Clay Court Championships |      | 100.000 | gravel, buiten | Chris Evert      | Evonne Goolagong     | 6-4, 6-3      | details |
| 1980-08-04 | US Clay Court Championships |      | 150.000 | gravel, buiten | Chris Evert      | Andrea Jaeger        | 6-4, 6-3      | details |
| 1981-08-03 | US Clay Court Championships |      | 150.000 | gravel, buiten | Andrea Jaeger    | Virginia Ruzici      | 6-1, 6-0      | details |
| 1982-08-02 | US Clay Court Championships |      | 150.000 | gravel, buiten | Virginia Ruzici  | Helena Suková        | 6-2, 6-0      | details |
| 1983-08-01 | US Clay Courts              |      | 200.000 | gravel, buiten | Andrea Temesvári | Zina Garrison        | 6-2, 6-2      | details |
| 1984-08-06 | US Open Clay Courts         |      | 200.000 | gravel, buiten | Manuela Maleeva  | Lisa Bonder          | 6-4, 6-3      | details |
| 1985-07-22 | US Clay Courts              |      | 200.000 | gravel, buiten | Andrea Temesvári | Zina Garrison        | 7-6, 6-3      | details |
| 1986-04-28 | US Open Clay Courts         |      | 200.000 | gravel, buiten | Steffi Graf      | Gabriela Sabatini    | 2-6, 7-6, 6-4 | details |

### Dubbelspel
| Datum      | Naam                        | Cat. | ($)     | Ondergrond     | Winnaressen                                 | Verliezend finalistes                       | Uitslag       |         |
| ---------- | --------------------------- | ---- | ------- | -------------- | ------------------------------------------- | ------------------------------------------- | ------------- | ------- |
| 1969-07-22 | US Clay Court Championships |      |         | gravel, buiten | Lesley Bowrey Gail Chanfreau                | Emilie Burrer Linda Tuero                   | 6-0, 10-8     | details |
| 1970-07-20 | US Clay Court Championships |      |         | gravel, buiten | Rosie Casals Gail Chanfreau                 | Helen Gourlay Patricia Walkden              | 6-2, 6-2      | details |
| 1971-08-09 | US Clay Court Championships |      |         | gravel, buiten | Judy Dalton Billie Jean King                | Julie Heldman Linda Tuero                   | 6-1, 6-2      | details |
| 1972-08-07 | US Clay Court Championships |      | 60.000  | gravel, buiten | Evonne Goolagong Lesley Hunt                | Margaret Court Pam Teeguarden               | 6-2, 6-1      | details |
| 1973-08-13 | US Clay Court Championships |      |         | gravel, buiten | Patti Hogan Sharon Walsh                    | Fiorella Bonicelli Isabel Fernández de Soto | 6-4, 6-4      | details |
| 1974-08-05 | US Clay Court Championships |      |         | gravel, buiten | Gail Sherriff Julie Heldman                 | Chris Evert Jeanne Evert                    | 6-3, 6-1      | details |
| 1975-08-04 | US Clay Court Championships |      | 30.000  | gravel, buiten | Fiorella Bonicelli Isabel Fernández de Soto | Gail Sherriff Julie Heldman                 | 3-6, 7-5, 6-3 | details |
| 1976-08-09 | US Clay Court Championships |      | 35.000  | gravel, buiten | Delina Boshoff Ilana Kloss                  | Laura duPont Wendy Turnbull                 | 6-2, 6-3      | details |
| 1977-08-08 | US Clay Court Championships |      | 35.000  | gravel, buiten | Delina Boshoff Ilana Kloss                  | Mary Carillo Wendy Overton                  | 5-7, 7-5, 6-3 | details |
| 1978-08-07 | US Clay Court Championships |      | 35.000  | gravel, buiten | Helena Anliot Helle Sparre-Viragh           | Barbara Hallquist Sheila McInerney          | 6-3, 6-1      | details |
| 1979-08-06 | US Clay Court Championships |      | 100.000 | gravel, buiten | Kathy Jordan Anne Smith                     | Penny Johnson Paula Smith                   | 6-1, 6-0      | details |
| 1980-08-04 | US Clay Court Championships |      | 150.000 | gravel, buiten | Anne Smith Paula Smith                      | Virginia Ruzici Renáta Tomanová             | 4-6, 6-3, 6-4 | details |
| 1981-08-03 | US Clay Court Championships |      | 150.000 | gravel, buiten | JoAnne Russell Virginia Ruzici              | Sue Barker Paula Smith                      | 6-2, 6-2      | details |
| 1982-08-02 | US Clay Court Championships |      | 150.000 | gravel, buiten | Ivanna Madruga-Osses Catherine Tanvier      | JoAnne Russell Virginia Ruzici              | 7-5, 7-6      | details |
| 1983-08-01 | US Clay Courts              |      | 200.000 | gravel, buiten | Kathleen Horvath Virginia Ruzici            | Gigi Fernández Beth Herr                    | 4-6, 7-6, 6-2 | details |
| 1984-08-06 | US Open Clay Courts         |      | 200.000 | gravel, buiten | Beverly Mould Paula Smith                   | Elise Burgin JoAnne Russell                 | 6-2, 7-5      | details |
| 1985-07-22 | US Clay Courts              |      | 200.000 | gravel, buiten | Katerina Maleeva Manuela Maleeva            | Penny Barg Paula Smith                      | 3-6, 6-3, 6-4 | details |
| 1986-04-28 | US Open Clay Courts         |      | 200.000 | gravel, buiten | Steffi Graf Gabriela Sabatini               | Gigi Fernández Robin White                  | 6-2, 6-0      | details |